# St. Katharina (Ransel)

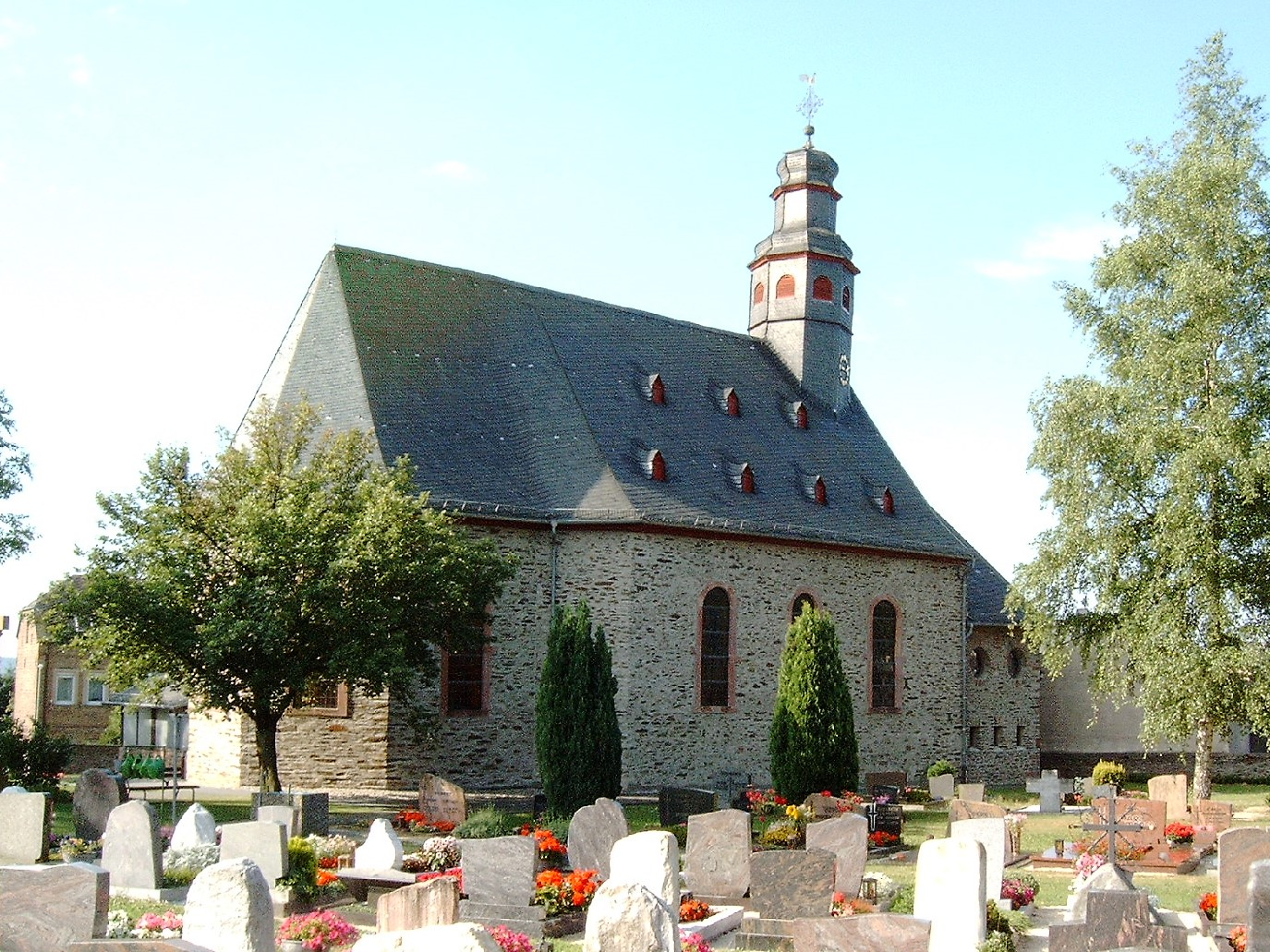
Kirche St. Katharina Nordseite

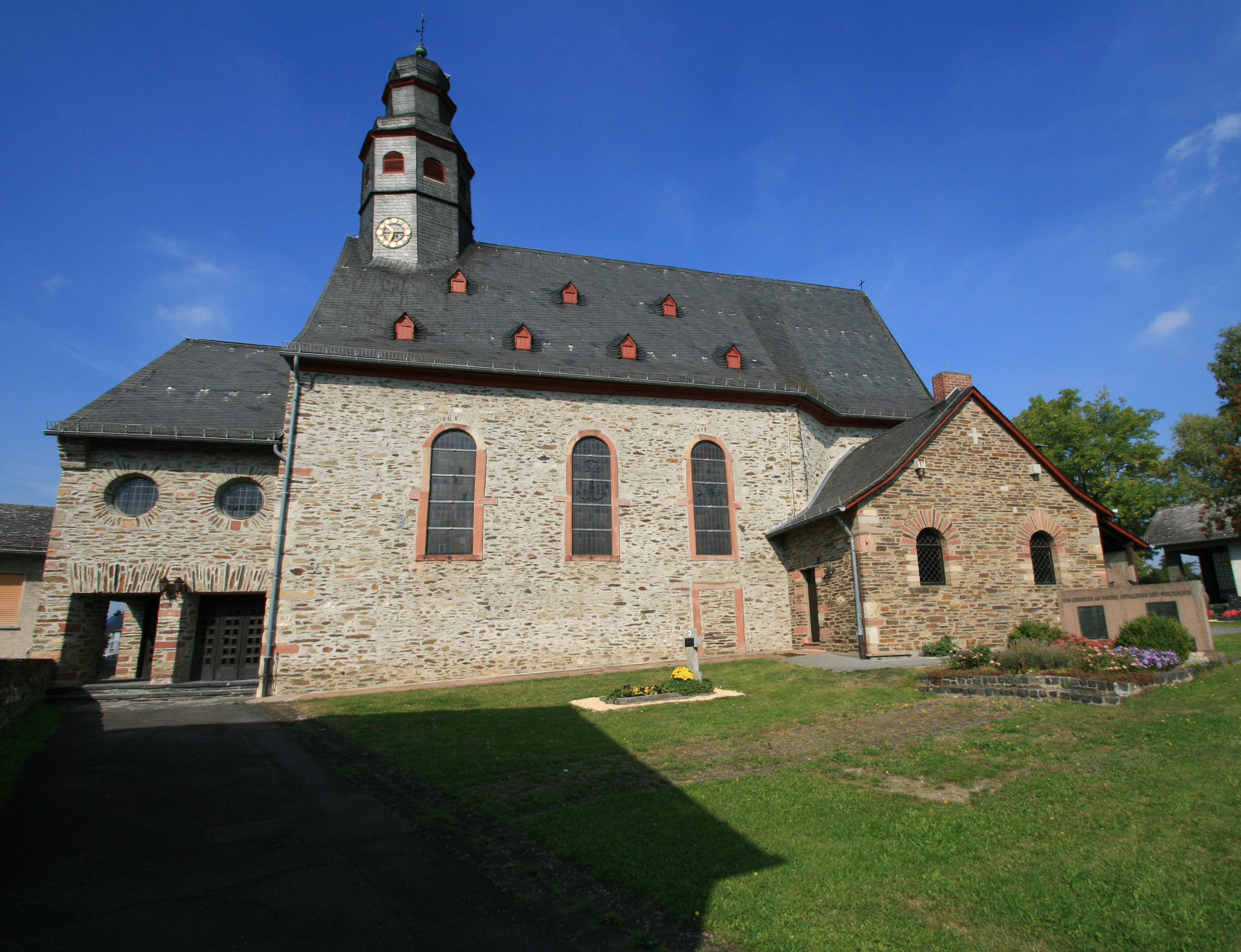
Kirche St. Katharina Südseite mit neuer West-Vorhalle und neuer Sakristei

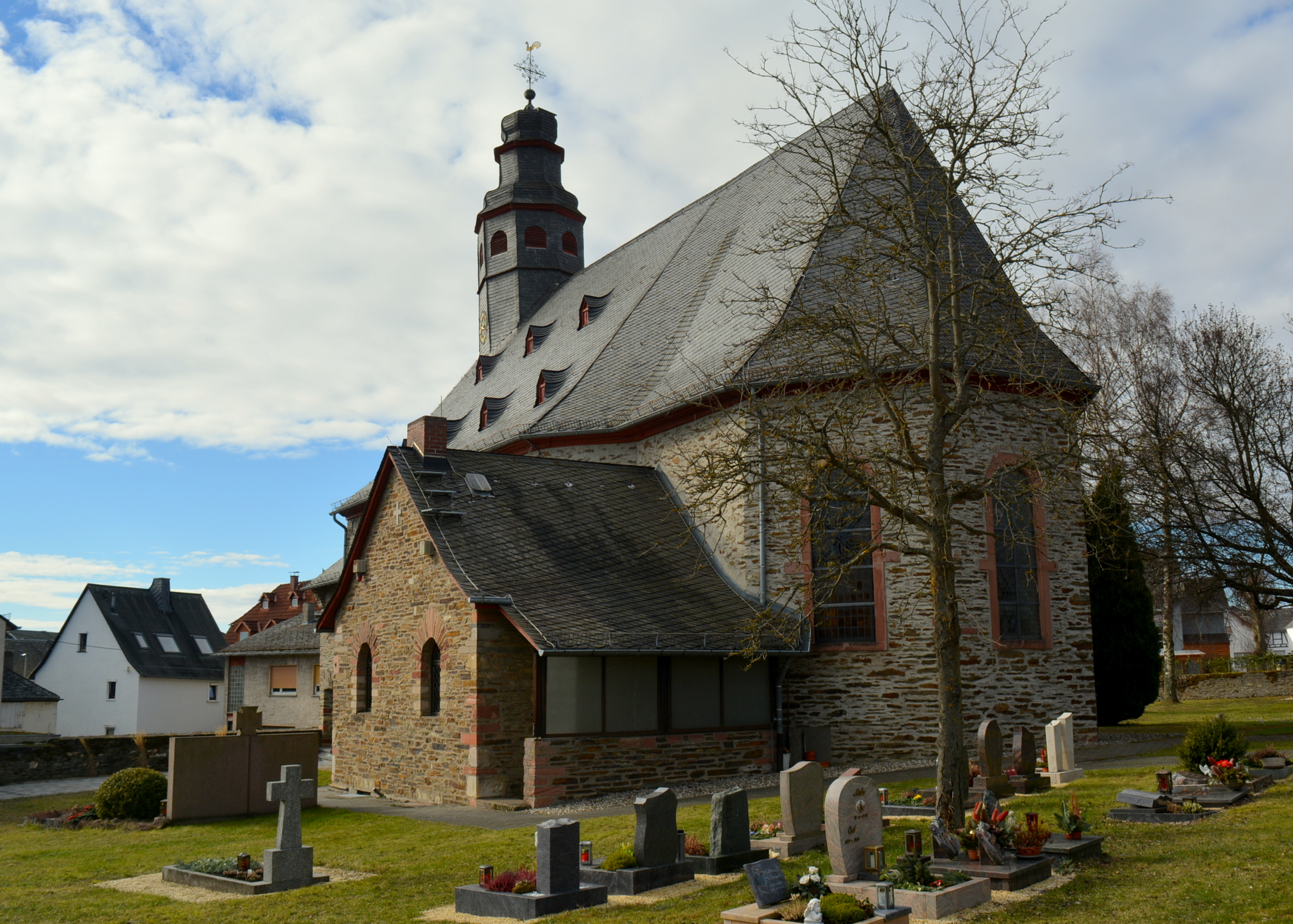
Kirche St. Katharina Ostseite

Die katholische ehemalige Pfarrkirche St. Katharina ist ein denkmalgeschütztes Kirchengebäude in Ransel, einem Ortsteil der Stadt Lorch (Rheingau). Sie ist heute eine Filialkirche der Pfarrei Heilig Kreuz Rheingau, einer Pfarrei Neuen Typs. Seit 2015 ist der sogenannte Rheingauer Dom in Geisenheim auch Pfarrkirche von Ransel.

## Geschichte
Ransel gehörte ursprünglich zur Mutterkirche in St. Martin in Lorch, seelsorgerisch betreut durch Mönche des Klosters Schönau. 1654 wurde Ransel mit der dazugehörigen Filiale St. Antonius (Wollmerschied) zur selbstständigen Pfarrei erhoben, 1672 kam noch St. Nikolaus (Espenschied) als Filiale dazu. Die Pfarrei wurde allerdings weiter von Schönauer Benediktinern versorgt. In Folge des Dreißigjährigen Krieges kam es zu Mangel an Ordensleuten in Kloster Schönau, dadurch war man immer weniger im Stande, die Betreuung der Pfarrei aufrechtzuerhalten. In den 1670er Jahren war dann der Dompropst von Mainz als Patronatsherr gezwungen eine Pfarrerstelle vor Ort zu errichten, die er aber nur kläglich dotierte.
Über den damaligen Vorgängerbau der heutigen Kirche gibt es keine Überlieferungen. Wahrscheinlich war sie schon Ende des 17. Jh. in einem sehr schlechten baulichen Zustand, ein Neubau wurde zunächst durch die Folgen der Wirren des Pfälzischer Erbfolgekrieges verhindert. Zudem vernichtete 1714 ein Großbrand fast alle Häuser und Scheunen am Ort. Ransel war so verarmt, dass ein Neubau einer Kirche nicht möglich war.
1744 gab schließlich der Dompropst 50 Gulden und das nötige Holz zum Bau der heutigen Kirche. Die Bauausführung muss ziemlich mangelhaft gewesen sein, denn bereits 1797 war eine umfangreiche Renovierung notwendig, da der Kirchengiebel und der Turm dem Einsturz nahe waren. Pfarrer Weller hatte 1791, auf eigene Kosten, von dem Orgelbauer Franz Xaver Ripple aus Mainz eine neue Orgel bauen lassen.
1824 wurde die Filiale St. Anna (Sauerthal) übernommen, der verarmte Reichsgrafen Franz von Sickingen hatte zuvor, nach zähen Verhandlungen, auf sein Patronatsrecht verzichtet. 1825 wurde dafür die Filiale Espenschied an das Kloster Schönau abgetreten.
1890 erfolgten der Abbruch und die Neuerrichtung des nun erweiterten Chores. 1912 wurde eine neue Horn-Orgel angeschafft, die alte Orgel wurde in Zahlung gegeben. Nicht mehr brauchbare Orgelpfeifen wurden von ortsansässigen Bauern ersteigert und als Jaucherohre genutzt. Unter Pfarrer Mohr wurde die Kirche 1953 grundlegend saniert und erweitert.
Bis 1980 verfügte die Ranseler Pfarrei über einen eigenen Pfarrer, danach übernahm der Pfarrer von Lorch seine Aufgaben. Ransel blieb aber weiter eine eigenständige Pfarrei.
Die letzte umfassende Renovierung wurde 1995 unter Pfarrer Benedikt durchgeführt.
Am 1. Januar 2010 schlossen sich die Pfarreien St. Martin (Lorch), St. Bonifatius (Lorchhausen) und St. Katharina (Ransel) mit ihren beiden Filialen St. Anna (Sauerthal) und St. Antonius (Wollmerschied) zur erweiterten Pfarrei St. Martin (Lorch) zusammen. 2015 erfolgte die Gründung der Pfarrei Heilig Kreuz Rheingau, zu dessen 13 Kirchorten auch die Filiale Ransel gehört.
2021 wurde das ehemalige spätgotische Altarkreuz (ca. 1520), das seit 40 Jahren in der Sakristei hing und dessen Korpus mit Goldfarbe überstrichen war, zur Restaurierung in die Werkstatt von Christiane Kunz-Weiß in Niddatal gegeben. Mithilfe von Spenden konnte das Vorhaben finanziert werden. Am 22. Februar 2023 fand, mit der Segnung des in seiner Ursprungsfassung wiederhergestellten Kreuzes, das Projekt seinen Abschluss. Das Kreuz wurde wieder, mit den beiden dazugehörigen Allianzfiguren aus dem Hochaltar, zu einer Kreuzigungsgruppe zusammengeführt und wurde vorne rechts im Chor aufgehängt. Den Platz im Hochaltar, nahm, eine wertvolle Madonna, aus dem späten 15. Jh., als Hauptfigur ein.

## Architektur
Die Kirche St. Katharina liegt inmitten eines heute noch genutzten Kirchfriedhofes, auf dem bis 1783 auch ein Beinhaus stand. Sie wurde 1744 erbaut und am 21. August 1746 geweiht. Bei dem Bauwerk handelt es sich ursprünglich um einen verputzten Saalbau aus Schiefer-Bruchsteinmauerwerk mit schräg eingezogenem, dreiseitig geschlossenem Chor und rückwärtiger Empore.
1954 wurde eine westliche Vorhalle angebaut und gleichzeitig die hölzerne Orgelempore im Innern weiter vergrößert, unter Verwendung der alten Bauteile. Die südlich am Chor angebaute Sakristei stammt ebenso aus jüngerer Zeit. Im Zuge der Renovierungen der 1950er Jahre wurde auch der Außenputz entfernt und so präsentiert sich das Gebäude heute „steinsichtig“ nach dem Geschmack der damaligen Zeit.
Rundbogige hellglasige neuere Fenster mit Symbolen aus dem 20. Jh. erhellen den Innenraum. In der Voute der Flachdecke wurden, bei der letzten Restaurierung 1995, gemalte Heilige in Neorenaissancerahmungen von 1900, Werke des Mainzer Kirchenmalers Valentin Volk, freigelegt. Ein gedungener Hauben-Dachreiter bekrönt das westliche Schieferdachende.

## Ausstattung
- Hochaltar um 1685 in Knorpelwerkstil mit spätgotischen Figuren von unterschiedlichen Schnitzern im Altar neu zusammengestellt. 2023 wurden die Figuren neu geordnet (siehe Geschichte). Hauptfigur in der Mitte: Muttergottesfigur aus Holz, qualitätsvolle Arbeit aus der 2. Hälfte des 15. Jh., Fassung erneuert, Krone und Zepter ergänzt. Seitlich: Hl. Barbara mit dem Turm und die Hl. Katharina mit dem Schwert. Die Assistenzfiguren, rechts und links neben der Tabernakelnische, gehören wohl zu einem Kreuz aus dem 17. Jh. welches bis 2023 die Mitte des Altares zierte und bei der Neusortierung entfernt wurde.
- Südlicher Seitenaltar mit manieristischem Intarsien-Altarretabel. Auf dem Altarblatt ein Gemälde der Beweinung Christi, darüber ein schmalerer Aufsatz mit einem Gemälde der Hl. Elisabeth. Seitlich darunter rechts und links zwischen ionischen Säulen vier Nischen mit folgenden Alabasterfiguren: Hl. Cäcilia, Hl. Dorothea, Hl. Katharina, Hl. Margaretha (Alles Anfang 17. Jh., bis auf das große Altarbild, das wohl aus dem 20. Jh. stammt)
- Nördlicher Seitenaltar: nur der architektonische Aufbau ist aus dem späten 17. Jh. während die Gemälde neueren Datums sind.
- Chor rechts:Spätgotische Kreuzigungsgruppe (ca. 1525 ehemals aus dem Hochaltar s. o. Geschichte) mit Maria und Johannes
- Weitere Heiligenfiguren aus dem 18. Jh. aus Holz und farbig gefasst: Im Kirchenschiff, Hl. Sebastian, Antonius von Padua mit Christuskind, Johannes Nepomuk und im Chor, Katharina von Alexandrien mit dem Rad, Petrus mit Schlüssel und Paulus mit Schwert.
- Taufstein aus Marmor, Ende 18. Jh.
- Orgel gebaut 1912 von dem Orgelbauer Carl Horn, weitestgehend original erhalten.

Innenausstattung
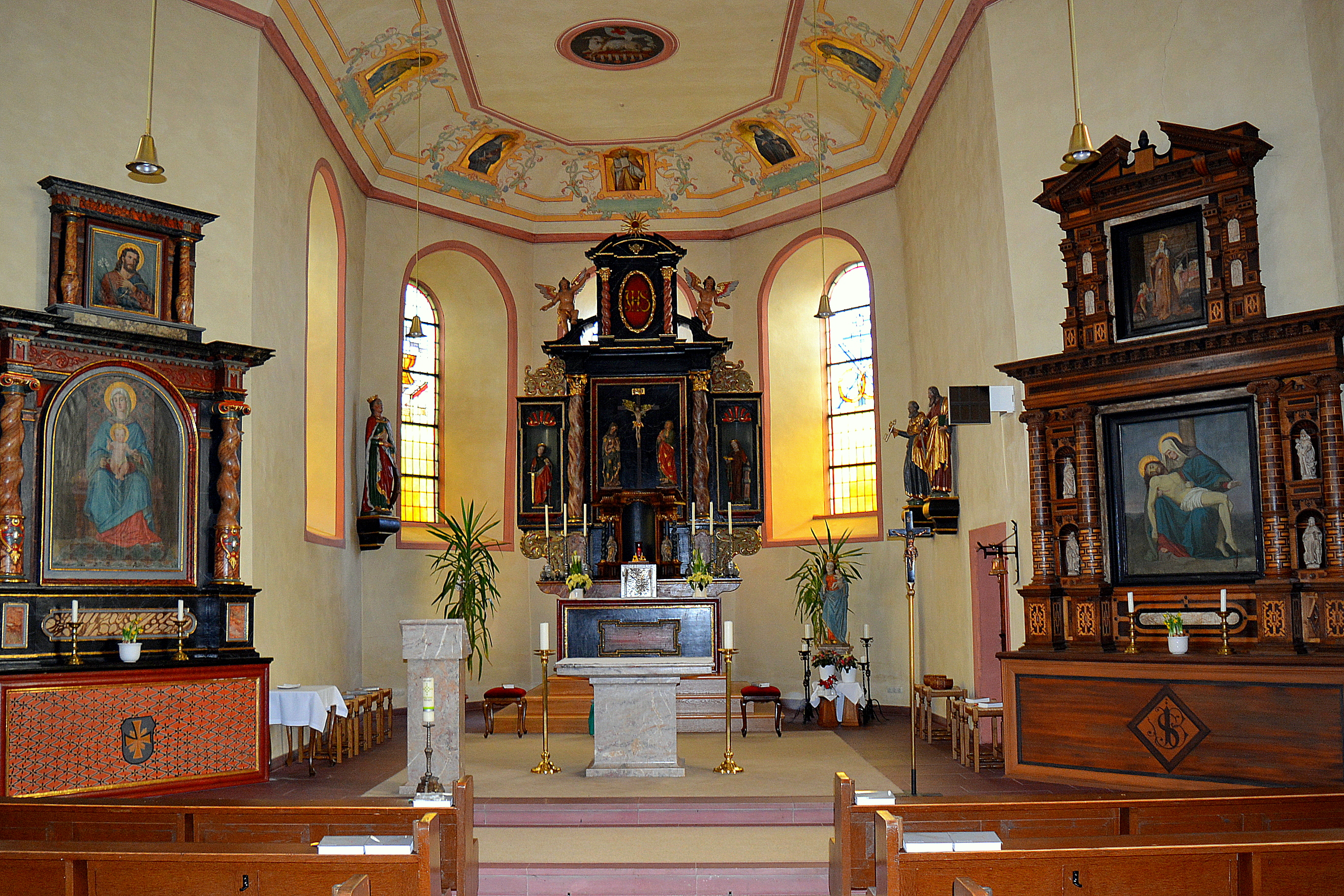
Chorraum
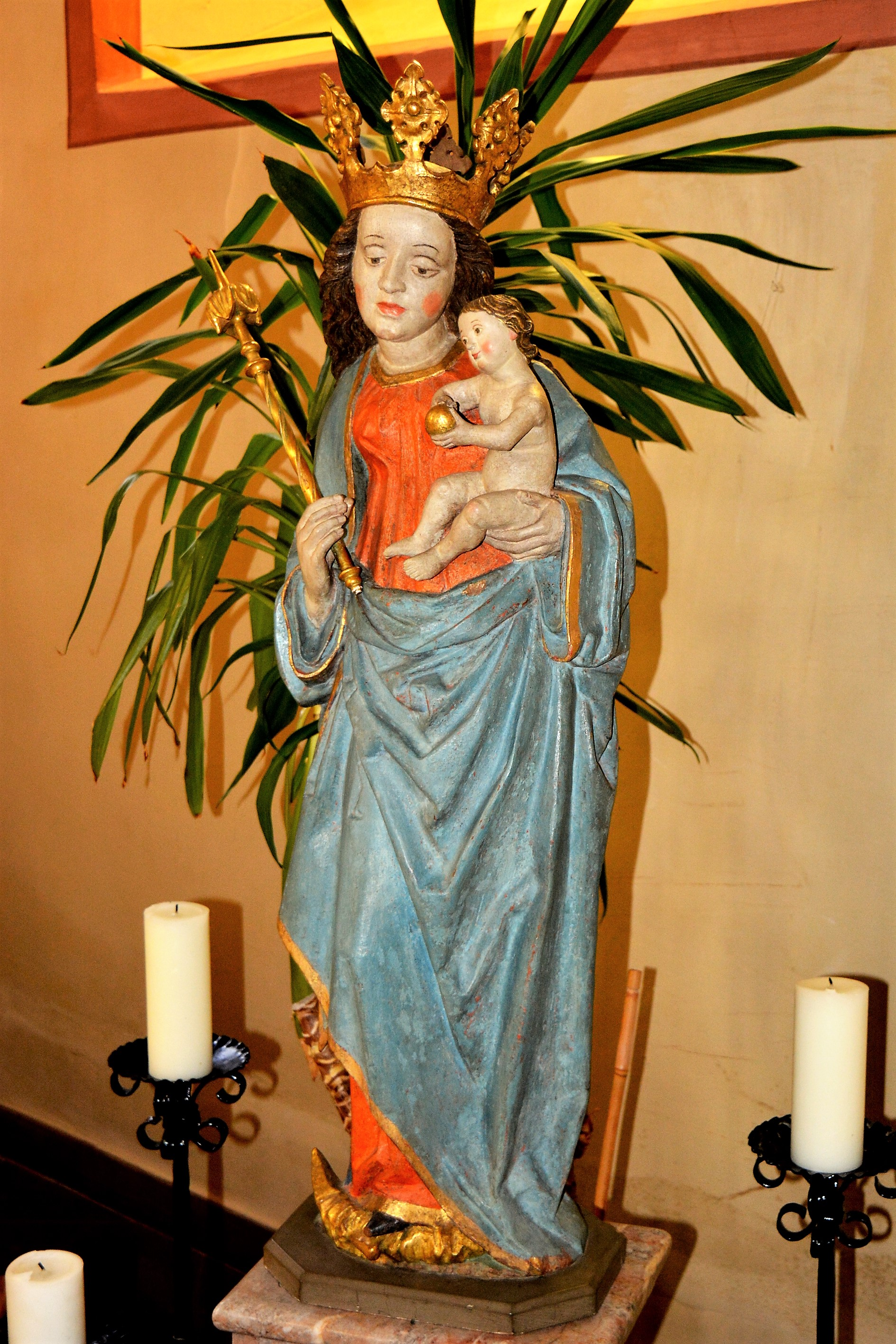
Muttergottesfigur 15. Jh., seit Februar 2023  im Hochaltar als Hauptfigur
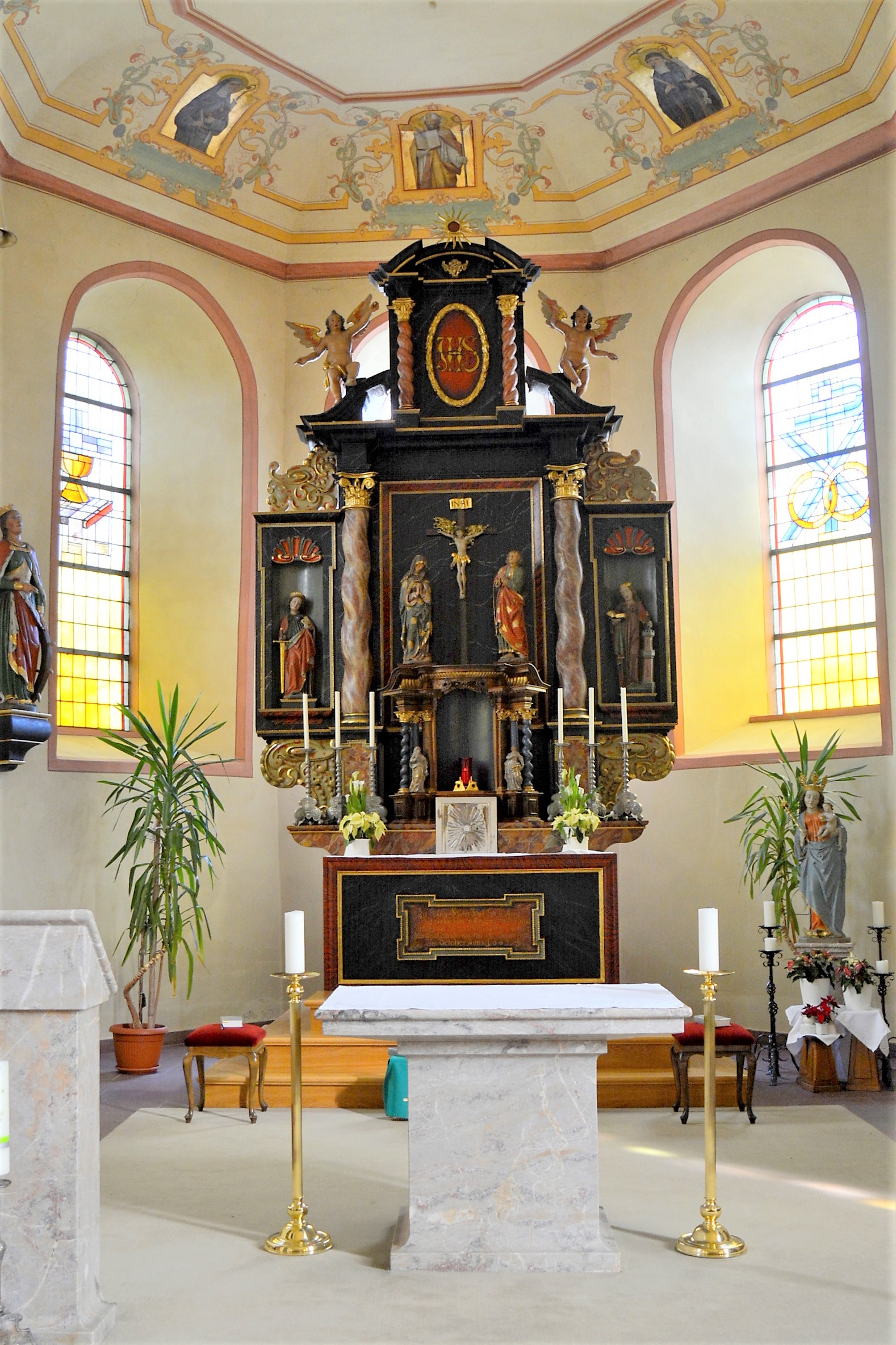
Hochaltar
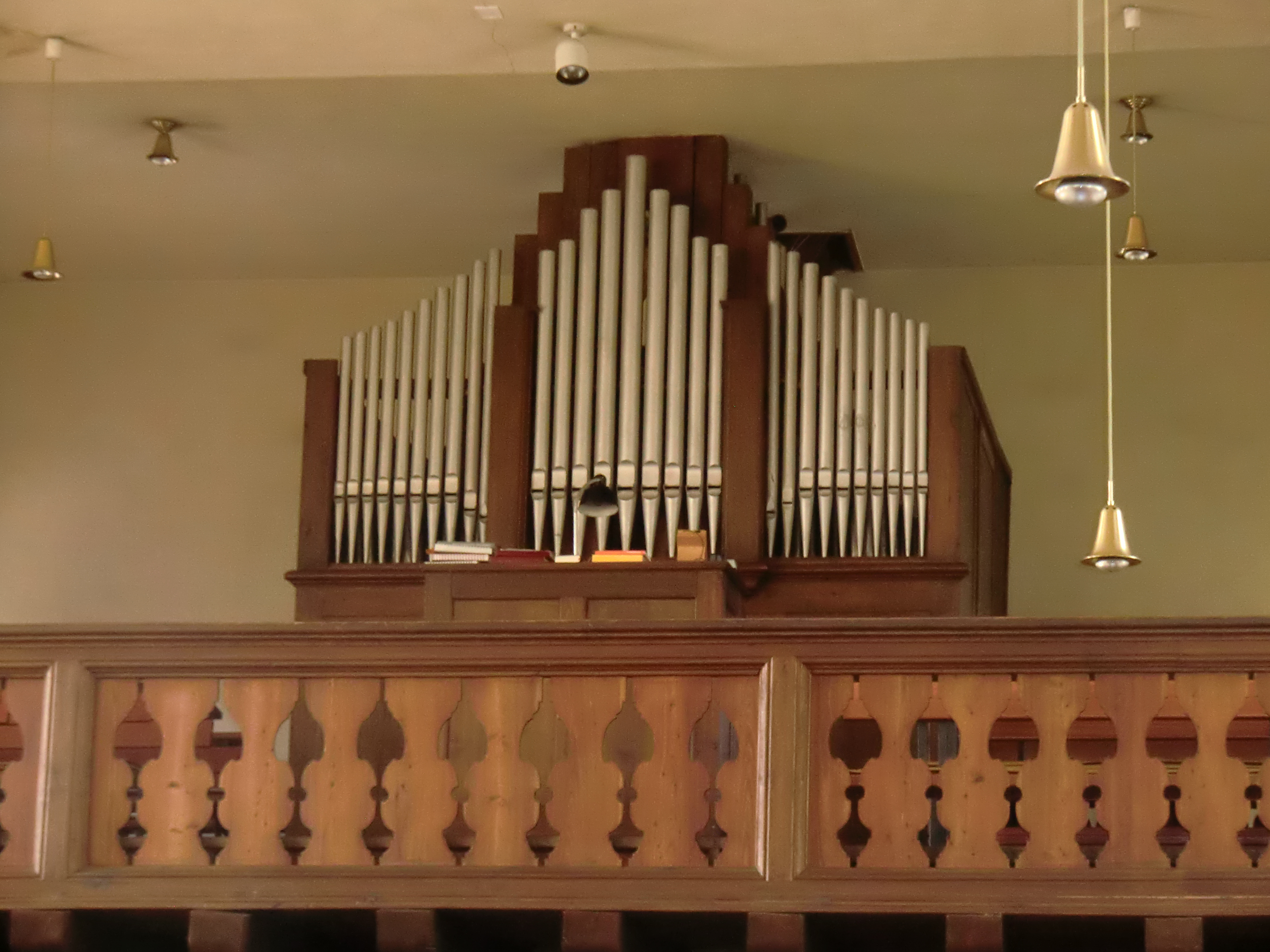
Horn-Orgel von 1912
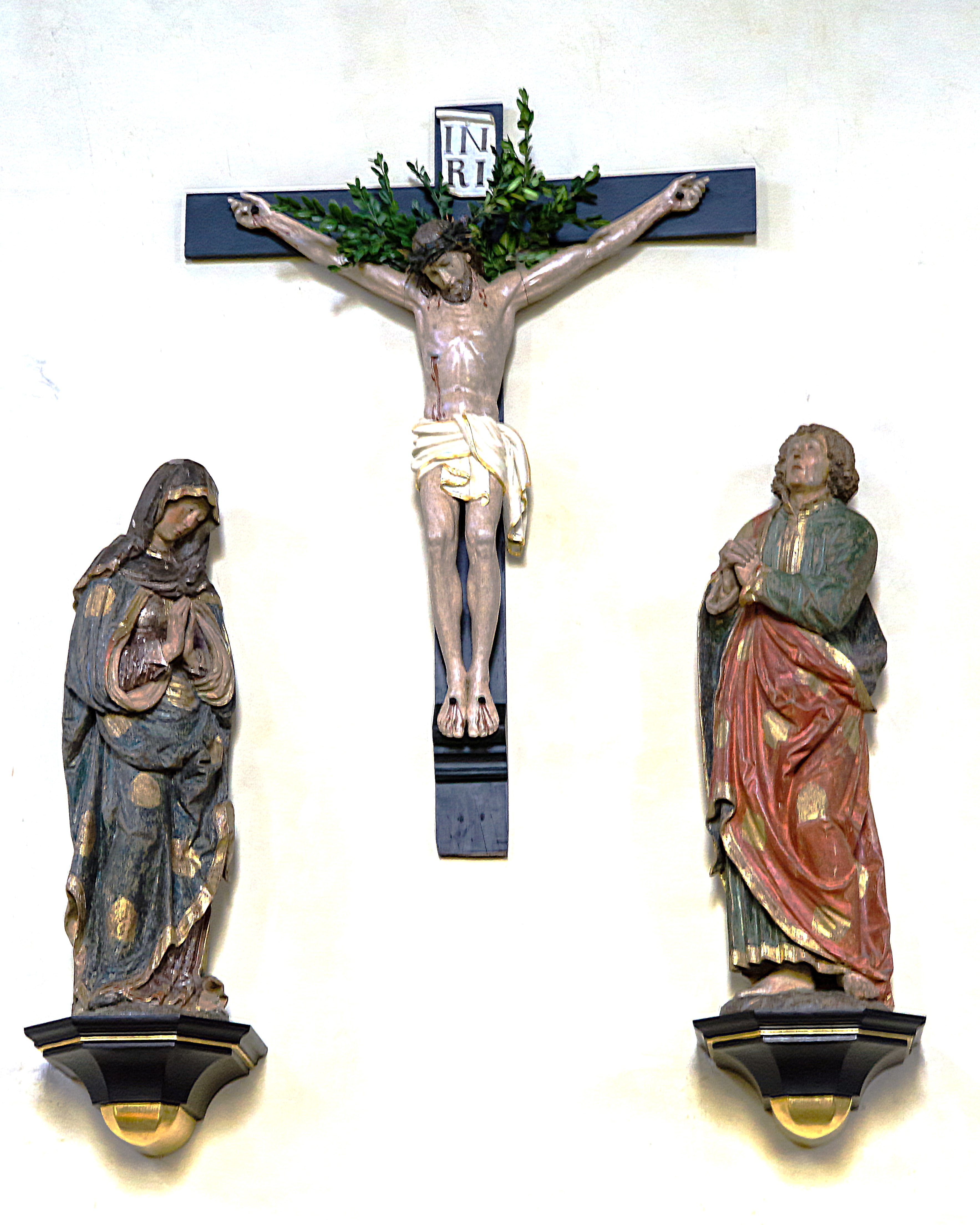
Spätgotische Kreuzigungsgruppe

## Glocken
Das Geläut besteht aus drei Glocken, diese wurden 1952 von der Fa. Albert Junker aus Briloner Sonderbronze gegossen. Diese zinnfreie, Kupfer-Silizium-Legierung wird heute nicht mehr verwendet und war in Brilon entwickelt worden, um in der Nachkriegszeit Devisen zu sparen.
Hubert Foersch bemerkt dazu in dem von ihm verfassten Limburger Glockenbuch: „Sowohl hinsichtlich der Stimmungslinie als auch des Teiltonausbaus und der Klangentfaltung ein ausnehmend gutes Junker-Geläute aus Briloner Sonderbronze. (Vergleiche dagegen das Geläute von Lorchhausen aus dem Jahre 1947! Hier spielt auch die Weiterentwicklung der Legierung eine wesentliche Rolle, der Guss der beiden Geläute liegt fünf Jahre auseinander.)“
Geläutedisposition: h′+/-0 - d′′+2 - e′′+3
| Nr. | Name     | Masse (kg) | Ø (mm) | Schlagton (16tel) | Abklingdauer (Sec.) | Klangverlauf             | Gussjahr | Glockengießer | Inschrift                            |
| 1   | Christus | 320        | 802    | h1 +/-0           | 56                  | ruhig                    | 1952     | Albert Junker | „VENI DOMINE JESU / 1952“            |
| 2   | Maria    | 180        | 676    | d2 +2             | 53                  | ruhig, vibrierend, ruhig | 1952     | Albert Junker | „MONSTRA TE ESSE MATREMI / 1952“     |
| 3   | Josef    | 120        | 601    | e2 +3             | 58                  | ruhig, vibrierend, ruhig | 1952     | Albert Junker | „SANCTE JOSEPH ORA PRO NOBIS / 1952“ |